# Luminotecnia fotográfica
La luminotecnia es la ciencia que estudia las diferentes formas de producción de luz, sus características y su control y utilidad para finalidades específicas. En este caso veremos la aplicación que tiene en fotografía y por lo tanto en vídeo. En ambos ámbitos sirve para calcular la iluminación necesaria, conseguir una exposición predeterminada y controlar el efecto de las fuentes luminosas entre otras.

## Control de la luz[1]
Es necesario tener en cuenta una serie de aspectos cuando se quieren realizar fotografías en instalaciones luminosas. A guisa de ejemplo, calcular la iluminación necesaria en lugares públicos que serán televisados (como estadios de fútbol, conciertos, pasarelas de moda...) o en cine y determinar qué parámetros nos ayudarán a conseguir el tipo de imagen que deseamos (tipo de diafragma, obturación, profundidad de campo, etc.). Para conseguirlo, es necesario calcular una serie de magnitudes que nos proporcionarán las herramientas para controlar la luz en escena.

### Cálculo delflujo luminoso
Es muy importante saber el flujo luminoso de las lámparas que serán utilizadas para iluminar el espacio deseado. Muchas veces el fabricante en vez de indicar el flujo luminoso, indica el rendimiento luminoso de la lámpara o lámparas en cuestión, a partir del rendimiento se calcula el flujo luminoso. En caso de que no quede indicado el rendimiento luminoso de la lámpara, se puede realizar un cálculo aproximado partiendo del tipo de lámpara utilizada y su rendimiento habitual.
| Tipo de lámpara                    | Rendimiento habitual |
| ---------------------------------- | -------------------- |
| Lámparas incandescentes domésticas | 15                   |
| Lámparas incandescentes de estudio | 18                   |
| Lámparas incandescentes halógenas  | 20                   |
| Lámparas de haluro metálico        | 80                   |
| Lámparas fluorescentes             | 36                   |

- Ejemplo práctico: Sabemos que el rendimiento luminoso es el número de lúmenes que se generan por cada vatio (W) de alimentación. Así pues si una lámpara de incandescencia doméstica rinde 18 lm/w, querrá decir que tiene 2000 vatios, entonces emitirá; 2000 vatios x 18 = 36.000 lúmenes.

### Cálculo de la intensidad[2]
El reflector donde se sitúa la lámpara modifica geométricamente la dirección de la luz. Las curvas fotométricas son la representación gráfica del comportamiento de la luz. Estas muestran las diferentes características relacionadas con la naturaleza de la fuente, el tipo de reflector, la óptica y el diseño de las luminarias. Las curvas de distribución de intensidad luminosa son curvas polares obtenidas en laboratorios que describen la dirección e intensidad de la luz en torno el centro de la fuente luminosa.
ANÁLISIS DE UNA CURVA FOTOMÉTRICA
Las líneas radiales indican el ángulo sobre el eje, 0 grados justo ante la lámpara. La curva indica la intensidad (en candelas) que hay en la dirección del radio que corta. Las líneas circulares son las candelas. Por lo tanto, para saber la intensidad emitida en una dirección hace falta que se multiplique el número de candelas leídas en el semicírculo donde se corta la curva fotométrica por el número de lúmenes que ha emitido la lámpara.

### Cálculo de la iluminación
Si conocemos la intensidad (en candelas), el lux (lx),(unidad de medida de la iluminación que equivale a un flujo de lumen), se calcula dividiendo esta intensidad entre el cuadrado de la distancia.
- Ejemplo práctico: si disponemos la luz a 6 metros a una intensidad de 30 grados, tenemos que dividir este número por 6 al cuadrado (36), esto nos resulta 4889 lux. Según Lambert la cantidad de luz que caiga sobre un planoo dependerá del ángulo que guarda el plan y la luz. El efecto Lambert tiene una serie de consecuencias cuando se utilizan luces distanciadas de la cámara.

### Estimación de laexposición
Normalmente en fotografía se obtiene un valor de diafragma a partir de una distancia de referencia y una sensibilidad previamente dada. A partir de este valor se puede hacer una estimación de la exposición.
- Ejemplo práctico; imaginamos que tenemos 100/21 ISO y una distancia de referencia de 1 metro, sabemos que a esta distancia la iluminación de la lámpara es de 320000 lux. El valor de exposición que le corresponde es de casi 17. A partir de aquí podemos plantearnos diferentes números de diafragma como referencia. Por ejemplo, por un t:1/60 corresponde un f/45, este número nos servirá de número guía. Seguidamente para hacer una aproximación de diafragma con cualquier otra distancia de la lámpara tan solamente tenemos que dividir la distancia, imaginamos 6 metros, entre el número guía F/45, el resultado es f/7.5. Todo esto teniendo en cuenta que tenemos que mantener la sensibilidad determinada, el tiempo de obturación fijado y una distancia que servirá de referencia, en esta ecuación era 1 metro.

## Control del efecto de una fuente luminosa[3]

### Variación de incidencia
- Vertical u horizontal. Una fuente de luz puede estar encima, debajo del motivo o en una posición intermediaria.
- Delante, detrás del motivo o en una posición intermediaria. 
La variación de incidencia depende de la dirección de la luz:

#### Dirección de la luz
Cada tipo de dirección adquiere un significado en concreto, el efecto que crea se puede relacionar con una idea. Esto es gracias a su carácter subjetivo, a guisa de ejemplo, un personaje puede transmitir amabilidad, antipatía, rechazo, etc. dependiente de como esté iluminado. Existen cinco tipos de posibles direcciones extremas de iluminación.
1. Iluminación frontal: Cuando la fuente de iluminación artificial se encuentra ante la cámara o bien detrás pero muy cerca del eje de esta. Se trata de una iluminación llana que no modela el motivo, la sombra se esconde detrás del motivo y no hay presencia de dimensión. A menudo se utiliza cuando en fotografías a color se quiere reproducir correctamente los colores sin alterar los efectos. La iluminación del flash produce este tipo efecto.
2. Iluminación posterior: Iluminación de contraluz. El motivo en primer plano queda oscuro, sin detalles, solo se puede observar la silueta. Si la fuente es intensa, se produce un efecto parecido al que se produce en un eclipse de Sol. Si la iluminación frontal allana el motivo, la posterior le da más cuerpo y diferencia muy notablemente el fondo del motivo.
3. Iluminación superior y cenital: Luz que proviene de la parte superior del motivo, esta produce sombras muy destacadas. Se utiliza muy comúnmente en teatro para aislar o destacar un actor en un momento de importancia de la obra, para resaltar las virtudes de la fuerza o de carácter del personaje.
4. Iluminación inferior o nadir: La luz proviene de la parte inferior, de debajo del motivo. Se trata de una iluminación muy utilizada en escenas de terror, para destacar el carácter maléfico o diabólico del personaje.
5. Iluminación lateral: Destaca la corporeidad del modelo. Se produce un fuerte contraste entre el lateral iluminado con el que no lo está. Esta luz destaca la textura del motivo iluminado y nos ofrece cierta ubicación al espacio.

### Variación de la distancia
- Según si la fuente se acerca o se aleja del motivo.

### Variación de la intensidad
- Sea por la aplicación de pantallas, el uso de filtros, de "dimmers" o bien de lámparas de distinta intensidad.

### Variación de difusión
- Añadiendo pantallas difusoras o bien cambiando el prototipo de pantalla se puede controlar la suavidad y la extensión de la luz.

### Variación del color
- La luz que la fuente produce se puede teñir de colores mediante filtros interpuestos ante la pantalla, como también podemos controlar la temperatura del color de la fuente.

## Funciones básicas de iluminación
Estas son las funciones básicas en cuanto a iluminación del motivo y el fondo, aun así tenemos que tener en cuenta que a partir de estas podemos jugar combinándolas entre ellas. La iluminación de luz artificial está pensada porque adentro del sistema bidimensional de reproducción fotográfica normal, el observador pueda percibir la idea de tres dimensiones.

### Iluminación principal
Aquella luz que predomina por encima de todas las otras que inciden al mismo lugar al mismo tiempo. Esta produce luces muy destacadas y sombras muy densas, por este motivo es el tipo de luz que guía la mirada del observador por la imagen. Se trata de una función expresiva y subjetiva. Muchos fotógrafos y cinematógrafos la utilizan como recurso para remarcar valores o aspectos que quieren destacar de su obra. 

### Iluminación modeladora
El ojo humano no es capaz de registrar al mismo tiempo la zona de luz muy destacada y la zona de sombras  densas, en este contexto surge la importancia de la luz modeladora. Esta, suavizará las zonas de sombras densas que la iluminación principal ha creado, sin anular las sombras del todo. Para que la iluminación modeladora no produzca sombras acentuadas, es necesario que sea mucho más débil y difusa que la iluminación principal.
La intensidad de esta iluminación se puede controlar variando la distancia respeto el motivo a fotografiar, como ya hemos dicho. Aun así es más conveniente modificar la intensidad de la fuente, cambiando la potencia de la lámpara utilizada, o bien utilizando difusores o pantallas ante la luz.
Muchas veces se utiliza una sola lámpara que hace la función de iluminación principal, entonces se utiliza alguno otro tipo de reflector blanco o metalizado. Este reflector realizará el papel de segunda fuente de luz. Hay que tener en cuenta que la luz que proviene de un reflector es siempre muy débil y difusa y puede resultar ser insuficiente, aunque haga el papel de iluminación modeladora.

### Iluminación de efecto
Aparte de la iluminación principal y de la modeladora, normalmente se utiliza una tercera, la iluminación de efecto. Esta produce zonas muy delimitadas de gran densidad luminosa, muy útil para remarcar o resaltar detalles de interés estético. Este toque de luz atribuye a la fotografía un aspecto profesional muy notable. Se utiliza mucho en retratos (sobre el rostro del modelo o el cabello).
En definitiva, la iluminación de efecto añade brillantez y luz localizada, modelando el motivo y dando valor a las zonas del mismo. Hay que remarcar que la iluminación de efecto de incidencia posterior tiene la virtud de "desenganchar" el modelo o el motivo, del fondo.

### Iluminación de fondo
El fondo, cuando se trata de luz artificial, es de vital importancia, puesto que se puede manipular y controlar. Nos ofrece un número de posibilidades muy extenso de contraste y efecto entre el mismo y el motivo o personaje a fotografiar. Puede ser necesario un fondo neutro o bien el contrario. De todos modos, el objetivo principal de la iluminación de fondo es diferenciar el primer plano del fondo.
Para controlar el fondo será necesario un foco o mucho mejor un proyector. Un reflector no tiene la intensidad necesaria y aun así no podemos controlar su ángulo de iluminación. Contrariamente el proyector permite un control absoluto de los efectos, se puede modificar el enfoque de la lámpara, alterarse la incidencia de la luz respecto al fondo e incluso se pueden utilizar plantillas por encima del proyector con el objetivo de proyectar sombras al fondo.
La densidad de iluminación del fondo puede ser menor o mayor que la del primer plan. En el primer caso se obtendrá una fotografía normal, mientras que en el segundo caso el resultado será una silueta con un suave contraluz, en el supuesto caso que se quisiera un contraluz total entonces se tiene que disponer un foco al fondo que ilumine hacia la cámara.